# Frank Darabont
Frank Darabont (Montbéliard, 28 de gener de 1959) és un director, guionista i productor de cinema estatunidenc d'origen hongarès.

## Biografia
Frank Darabont va néixer en un camp de refugiats a Montbéliard, França. Els seus pares van abandonar Hongria després de la revolució hongaresa de 1956. Sent encara un nadó, la seva família es va traslladar als Estats Units.
Darabont va entrar al món del cinema als 20 anys. Una de les seves primeres obres va ser un curtmetratge titulat Dollar Baby a partir de l'adaptació d'una novel·la de Stephen King (1983). A partir d'aquest curt, King li va concedir a Darabont els drets per adaptar al cinema la seva novel·la curta Rita Hayworth and the Shawshank Redemption, que rodaria més tard.
Darabont va rodar el seu primer llargmetratge el 1990. La va anomenar Buried Alive i va ser una pel·lícula per a la televisió per cable nord-americà. L'èxit li va arribar quan el 1994 va realitzar l'adaptació de l'obra de King. La pel·lícula es va anomenar The Shawshank Redemption i Darabont es va encarregar d'adaptar el guió i de dirigir-la. Per aquesta pel·lícula Darabont va ser candidat a l'Oscar al millor guió adaptat, a més d'aconseguir una altra nominació en la categoria de millor pel·lícula. No obstant això, no va aconseguir la nominació en la categoria de millor direcció.
Abans de començar la seva carrera com a director, Darabont ja havia destacat escrivint guions de pel·lícules de terror entre els quals s'inclouen A Nightmare on Elm Street 3: Dream Warriors, The Blob o The Fly II. A més, ha escrit diversos guions per a la sèrie de televisió de George Lucas i Steven Spielberg El jove Indiana Jones.
Després d'un període de cinc anys, Darabont va tornar a dirigir el 1999. La pel·lícula es va titular The Green Mile, i Darabont es va encarregar d'escriure-la, produir-la i dirigir-la. Com va passar amb el seu anterior treball, la pel·lícula estava basada en una obra de Stephen King, i va ser molt ben rebuda per la crítica. I com també va passar anteriorment, la pel·lícula va ser nominada als premis Oscar en les categories de millor pel·lícula i millor guió adaptat, però no va aconseguir la nominació en la categoria de millor direcció. A aquesta pel·lícula va seguir el 2001 The Majestic, encara que aquesta pel·lícula no va tenir tant èxit com les anteriors.
Frank Darabont és considerat com un dels guionistes amb més talent de Hollywood, havent assessorat, per exemple, en els guions de dues pel·lícules de Steven Spielberg: Saving Private Ryan i Minority Report.
Del 2010 al 2011 va ser productor de l'exitosa sèrie de televisió The Walking Dead, basada en la sèrie de còmics del mateix nom, escrita per Robert Kirkman i il·lustrada per Tony Moore i Charlie Adlard. El juliol de 2011, a mitjan producció de la segona temporada, va ser acomiadat per AMC. Aleshores, la tasca va ser confiada al guionista Glen Mazzara.

## Filmografia
- The Woman in the Room (curtmetratge, 1983), director i guionista.
- A Nightmare on Elm Street 3: Dream Warriors (1987), guionista.
- Buried Alive (1990, TV), director.
- The Shawshank Redemption (1994); director i guionista.
- Vampirs de John Carpenter (Vampires), actor
- The Green Mile (1999); director, guionista i productor.
- El Majestic (The Majestic) (2001), director i productor.
- Collateral (2004), productor executiu.
- The Mist (2007), director, guionista i productor.
- The Walking Dead (2010, sèrie de televisió), guionista, director del pilot.
- Mob City (2013-, sèrie de televisió), guionista, director.
- The Huntsman (2015), director.